# Czatachowa
Czatachowa (prononciation : [t͡ʂataˈxɔva]) est une localité polonaise de la gmina de Żarki, située dans le powiat de Myszków en voïvodie de Silésie.

## Nom de la localité
Le Dictionnaire géographique du royaume de Pologne et des autres pays slaves enregistre une autre forme du nom de la localité, Czetachowa.

## Population
En 2021, la localité compte 151 habitants